# سنگ‌نگاره انسان بالدار
سنگ‌نگاره انسان بالدار بر روی دیوار درگاه شمال خاوری پاسارگاد در استان فارس ایران کنده‌کاری شده است. بالای این نقش سنگ‌نوشته‌ای سه زبانی بوده که مسافران اروپایی آن را توصیف و نقاشی کرده بودند.
سنگ‌نگاره انسان بالدار نخستین‌بار در بازدید جیمز موریه و ویلیام اوزلیئدر سال ۱۸۱۱ میلادی ثبت شد. سپس توسط رابرت کر پورتر در سال ۱۸۱۸ میلادی و بار دیگر از سوی شارل تکسیه و پاسکال کوست (از معماران فرانسوی) در حدود سال ۱۸۴۰ میلادی به دقت طراحی و نقاشی شد. از نظر رومن گیرشمن، بال‌های این نقش نمادی از تسلط کوروش بر شرق، غرب، شمال و جنوب است. ابوالکلام آزاد و سید محمدحسین طباطبایی این نقش را با ذوالقرنین در قرآن یکی دانسته‌اند و عقیده دارند ذوالقرنین همان کوروش است.

## ویژگی‌های سنگ‌نگاره
به باور علیرضا شاپور شهبازی این سنگ‌نگاره آمیخته‌ای از نمادهای مردم گوناگون زیر سلطه کوروش است که توجه به نگاه‌داری فرهنگ ملل تابع داشته. نقوش «انسان بالدار» از روی درگاه‌های اصلی کاخ سناخریب اقتباس شده‌اند، لباس عیلامی بر تن دارد، تاج وی مصری‌الاصل است و شاخ قوچ آن هم یادآور عقیده‌ای ایرانی که قوچ نمادی از فر کیانی بوده که شاهان ایرانی همواره به تأیید آن نیاز داشتند. به گفته شهبازی اگر لازم باشد توجیهی آیینی برای این نقش بکنیم، باید آن را یک نگهبان جادویی کاخ بدانیم که بال‌های او یادآور فرمانروایی او بر چهار گوشهٔ جهان است.

## متن سنگ‌نوشته
متن پارسی باستان این سنگ‌نوشته چنین است: سطر اول: اَدَم (با فتح ‹الف› و ‹دال›) کوروش خشایثی (با فتح ‹ی› اول و کسر ‹ی› دوم) سطر دوم: یه (با فتح ‹ی›) هخامنشی یه؛ یعنی «من کوروش [ام]، شاه، هخامنشی» این متن، سنگ‌نوشته کوروش را معرفی می‌کند که «من کوروشم که شاه است و هخامنشی‌زاده»؛ نه اینکه معرف ساختمانی باشد و مفهوم من، کوروش شاه، هخامنشی زاده‌ام که این را ساخت.
این سنگ‌نگاره از بالای سر تا کف پا ۲٫۳۵ متر و با تاج ویژه‌اش ۲٫۹۰ متر بلندی دارد.